# Hrvatska kršćansko-socijalna stranka prava
Hrvatska kršćansko-socijalna stranka prava osniva se u mjesecu studenome 1906. godine. Osnovala ju je skupina katoličkih aktivista koja se okupljala u listu Hrvatstvo, neizravno povezanim s Hrvatskim katoličkim pokretom.  Stranka je bila sljednica Hrvatske radničke zajednice, a usvojila je pravaški program iz 1894. i izrijekom se stavila na branik kršćanskih načela i socijalnih prava radništva. Pojavu stranke pozdravili su listovi: Mahnićeva Hrvatska straža, sarajevska Vrhbosna, zagrebački Katolički list.
Program stranke sadržavao je tri temelja: 1. politički - stranka se zauzimala za jedinstvo svih hrvatskih zemalja u okviru Habsburške Monarhije, na temelju hrvatskoga državnog prava; 2. društveno-gospodarski - stranka je smjerala na obrtnike, radnike i poljodjelce; 3. bogoštovno-prosvjetni - stranka je u program uvrstila obranu načela i učenja Katoličke crkve. Ukratko, stranka se je zalagala za dvije temeljne odrednice: hrvatski nacionalizam i katolički društveni nauk.
U početku nije imala velik politički uspjeh, iako Čista stranka prava "utapa" u nju 1910. godine. Veliki pristaša te fuzije bio je Josip Pazman. Krajem 1911. sa Starčevićevom strankom prava ujedinjuje se u Stranku prava i s pravašima iz svih hrvatskih pokrajina čini Svepravašku organizaciju, ali već 1913. dolazi do ponovnog odvajanja i stranka djeluje pod starim imenom, sve do 1918., ovaj put bez tzv. frankovaca.

## Također pogledajte
- Čista stranka prava (Dalmacija)
- Hrvatska katolička udruga
- politički katolicizam
- Hrvatski katolički pokret

## Vanjske poveznice
- Mladen Kaldana, Kronologija pravaštva (XI.) Arhivirana inačica izvorne stranice od 7. rujna 2012. (Wayback Machine), Politički zatvorenik, br. 239, veljača 2012.